# Ylands
Ylands est un jeu vidéo de style bac à sable sorti en 2019 et développé par Bohemia Interactive.

## Système de jeu
Les développeurs décrivent Ylands comme "une aventure d'exploration de sandbox et une plate-forme pour créer des jeux personnalisés". Le jeu a été comparé à Minecraft et dispose d'un éditeur intégré qui permet aux joueurs de créer leurs propres histoires.
Ylands donne aux joueurs la liberté de créer et de modifier le paysage. Les joueurs peuvent créer leur propre personnage et choisir un environnement, ces derniers comprennent les régions tempérées, tropicales, hivernales, etc. L'éditeur permet au joueur de créer son propre scénario qui permet un gameplay se déroulant à différentes époques telles que le Far West, l'Europe médiévale ou un monde steampunk et autres. Les développeurs ont déclaré qu'ils ne voulaient pas faire de limites aux joueurs.

## Développement
Le jeu a été annoncé le 24 novembre 2017 lorsque la version Alpha du jeu a été publiée sur le site Web de Bohemia Interactive,. Le jeu a été officiellement annoncé dans le monde entier le 1er novembre 2016 lorsqu'il est devenu partie intégrante du projet Bohemia Incubator,. La version Steam du jeu a été annoncée le 9 mars 2017 et sortie le 6 décembre 2017. Selon la page Steam du jeu, la version complète du jeu devait être publiée 6-8 mois après sa sortie sur Steam.
Le jeu est sorti le 5 décembre 2019. Le jeu est passé en free-to-play à sa sortie.